# Namatanai
Namatanai est une ville de la province insulaire de Nouvelle-Irlande en Papouasie-Nouvelle-Guinée. Elle est la deuxième ville la plus peuplée de l'île après Kavieng située à 264 km au nord-ouest. En 2005, sa population est estimée à 1 300 habitants. Elle est le chef-lieu du district rural homonyme.
Durant la colonisation allemande, Namatanai est un important établissement. Aujourd'hui, l'hôtel Namatanai est situé en haut du siège allemand de l'établissement. Le 28 janvier 1943, les troupes japonaises débarquent à Namatanai maos ne trouvant aucun soldat australien, ils s'en retirent. Le 5 juin 1943, l'administration civile japonaise prend le contrôle de la zone. Le 15 du même mois, une résident chinois, Leong Cheung, est fusillée en public.De mars à mai 1944, la ville subit des bombardements alliés. La ville de Namatanai possède un petit aéroport (Namatanai Airport, code IATA : ATN) développé sur l'aérodrome japonais construit durant la guerre.
Chaque mois d'août, la ville accueille le Namatanai Mask Festival.